# Diogo Gomes de Loureiro
Diogo Gomes de Loureiro foi um impressor português.

## Biografia
Impressor da Universidade de Coimbra no fim do século XVI e no início do século XVII. Teve Alvará de 11 de Fevereiro de 1613 para a impressão e venda do Manual Missado, ordenado na forma do Missal Novo Romano, reformado pelo Papa Clemente VIII, de que fora também o impressor.